# アタック!地方競馬
『アタック!地方競馬』（アタック!ちほうけいば）は、2019年4月6日からグリーンチャンネルで毎週土曜日に放送されている地方競馬情報番組である。
グリーンチャンネルは、本番組の放送開始以前にも『グリーンチャンネル地方競馬中継』や『地・中・海ケイバモード』などで地方競馬の話題を提供していた。本番組は地方競馬の話題に特化し、その週に行われたダートグレード競走を含む中央・地方交流競走、地方重賞競走の結果を映像で振り返り、翌週に行われる重賞競走についての展望などを行っている。また、地方競馬をめぐる最近のトピックスを特集コーナーで取り上げている。『グリーンチャンネル地方競馬中継』と同じスタジオから放送を行っている。

## 放送日時
- 初回 : 土曜日 17:30 - 18:00（生）
- 再放送 : 日曜日 1:00 - 1:30（土曜深夜）
  - 月曜日に中央競馬の開催がある場合は、日曜日にも放送される。また、2023年12月16日はイクイノックスの引退式、2024年7月27日・8月3日は新潟開催の薄暮開催の影響、2025年7月26日～8月16日は新潟・中京開催の薄暮開催の影響でいずれも21:00からの放送となった。

## 出演者

### 司会
- 赤見千尋（元高崎競馬場騎手、競馬ライター、『グリーンチャンネル地方競馬中継』レギュラーコメンテーター）
- 小堺翔太（フリーキャスター、タレント、中央競馬全レース中継日曜日第一部〈午前〉 司会）

### コメンテーター
- 斎藤修（競馬アナリスト　「ハロン」元編集長、エースアタッカー）
- 浅野靖典（競馬ライター）
- 井上オークス（競馬ライター）
- 古谷剛彦（競馬評論家、ノースアタッカー）
- 須田鷹雄（競馬評論家）
- 大恵陽子（フリーアナウンサー・競馬リポーター、ライター、ウエストアタッカー）
- 中川明美（「競馬ブック」南関東編集業務担当）
- 稲富菜穂（タレント）
- 坂田博昭（フリーアナウンサー）
- 荘司典子（フリーアナウンサー、『グリーンチャンネル地方競馬中継』レギュラーコメンテーター）
- 秋田奈津子（フリーアナウンサー、『グリーンチャンネル地方競馬中継』レギュラーコメンテーター）
- ふじポン（タレント）

## 主なコーナー
- ATTACK!　PLAYBACK　放送週までに行われた地方競馬の結果を振り返る。
- ATTACK!　SPECIAL　特集コーナー。地方競馬のジョッキーや調教師のインタビューなどを取り上げる。
- ATTACK!　COMING　RACES　グリーンチャンネル地方競馬中継で放送するレースの展望を行う。ダート競馬JAPANが開始された以降は、原則翌日の日曜日か月曜日のレースの予想をしている。

## 関連番組
- ダート競馬JAPAN（2023年6月開始。内容は一部重複するが、2024年から本格開始された「3歳ダート三冠」などの全日本的なダート競争体系の見直しに伴い、中央・地方を含めたダート競馬のトピックスや展望を放送するもの）